# Сгонно-нагонные явления
Сгонно-нагонные явления— изменения уровня воды у берегов водоёма, вызванные действием ветра. Повышение уровня воды называется «нагон», понижение — «сгон». Высота нагона существенно зависит от формы береговой линии, направления и скорости ветра.
Колебания могут быть весьма сильными даже в континентальных водах, особенно при большой площади зеркала вод, малых глубинах и совпадении направления ветра с осью водоема. Ветровая волна может достигать высоты 4 м и более. Нагоны воды неоднократно приводили к затоплению дельт рек Нила, Ганга и др. 
Сгонно-нагонные явления, наряду с сейшами и приливами, вызывают резкие изменения уровня воды в водоёмах. 